# Ghost-Bikes
Ghost-Bikes (Eigenschreibweise: GHOST-Bikes) ist ein deutscher Fahrradhersteller mit Sitz in Waldsassen in der Oberpfalz.

## Geschichte
Das oberpfälzische Unternehmen wurde 1993 von den zwei Freunden Uwe Kalliwoda und Klaus Möhwald in der heimischen Garage gegründet. Ghost-Bikes wurde 2008 von der niederländischen Accell-Group übernommen.
Die Produktion in Waldsassen wird (Stand Januar 2024) eingestellt. Sie soll in das Accell-Werk in Manisa (bei Izmir (Türkei)) und in das Werk in Toszeg (Ungarn) verlagert werden. Von zuletzt 203 Mitarbeitern werden 83 entlassen.

## Sponsoring
Ghost hat sich seit der Firmengründung stets im Radsport engagiert und verschiedene Athleten unterstützt. Sabine Spitz gewann 2008 die Olympischen Spiele im Cross Country auf einem Ghost-Bike.